# Мероморфна функција
У комплексној анализи, мероморфна функција је холоморфна функција на отвореном скупу {\displaystyle D\subseteq \mathbb {C} }, без уклоњивих сингуларитета и полова. У свакој тачки на којој је мероморфна функција дефинисана, постоји развој у Лоранов ред.